# Julian Schwinger
Julian Seymour Schwinger (Nueva York, 12 de febrero de 1918-Los Ángeles, 16 de julio de 1994) fue un físico teórico estadounidense. Formuló la teoría de renormalización y predijo el fenómeno de los pares electrón-positrón conocido como el efecto Schwinger. Compartió el Premio Nobel de Física en 1965 por su trabajo en la electrodinámica cuántica (QED), junto con Richard Feynman y Shinichiro Tomonaga.
Estudió en el City College of New York y después fue transferido a la Universidad de Columbia, donde recibió su B.A. (licenciatura) en 1936 y su Ph.D. (doctorado, supervisado por I.I. Rabi) en 1939. Trabajó en la Universidad de California, Berkeley (bajo J. Robert Oppenheimer) y luego fue contratado en la Universidad de Purdue.
Durante la Segunda Guerra Mundial Schwinger trabajó en el Laboratorio de Radiación del MIT, dando el soporte teórico para el desarrollo del radar. Intentó aplicar su conocimiento como físico nuclear a los problemas de ingeniería del electromagnetismo, y llegó a los resultados de la dispersión nuclear. Consecuentemente, Schwinger empezó a aplicar su conocimiento de radiación a la física cuántica.
Después de la guerra, Schwinger dejó Purdue por la Universidad de Harvard, donde enseñó desde 1945 a 1972. Se casó en 1947. Durante este tiempo, desarrolló el concepto de renormalización, que explicaba el Efecto Lamb en el campo magnético del electrón. También comprendió, de su estudio de las partículas elementales, que los neutrinos pueden existir en múltiples variedades, asociadas con los tipos de leptones como el electrón y el muon, lo cual fue verificado experimentalmente en años recientes.
Habiendo supervisado más de setenta disertaciones doctorales, Schwinger es conocido como uno de los más prolíficos asesores en física. Cuatro de sus estudiantes ganaron Premio Nobel: Roy Glauber, Benjamin Roy Mottelson, Sheldon Glashow y Walter Kohn (en química).
En su larga carrera, disgustó con la complejidad de otras explicaciones de los experimentos con partículas elementales, Schwinger desarrolló la teoría fuente. Schwinger dejó Harvard en 1972 por la Universidad de California, Los Ángeles donde continuó con su trabajo en la teoría fuente, hasta su muerte.

## Schwinger y Feynman
Como físico famoso, Schwinger fue comparado ocasionalmente con otro legendario físico de su generación, Richard Feynman. Schwinger tuvo una inclinación más matemática en la forma de hacer física, especialmente en el campo de la teoría cuántica de campos. Por contraste, Feynman fue más intuitivo y su mostrado diagrama de Feynman se aproxima a QFT. Schwinger discrepó sobre los diagramas de Feynman al punto de combatirlos completamente en sus clases.